# Llista de Creus de Sant Jordi/1990

#### Persones
Informació actualitzada per un bot. Els canvis manuals es perdran quan s'actualitzi!
| Persona                             | Wikidata  | Descripció                                                                    | Ocupació | Imatge |
| ----------------------------------- | --------- | ----------------------------------------------------------------------------- | --- | ------ |
| Jordi Savall i Bernadet             | Q317182   | músic català                                                                  | compositor musicòleg director d'orquestra gambista                                                                                               |        |
| Xavier Cugat i Mingall              | Q334180   | músic i artista català que va popularitzar la música llatina als Estats Units | músic compositor director d'orquestra cantant líder de banda compositor de bandes sonores actor director de cinema guionista violinista          |        |
| Jordi Bonet i Armengol              | Q361964   | arquitecte català                                                             | arquitecte |        |
| Pere Casaldàliga i Pla              | Q708765   | religiós, escriptor i poeta català                                            | teòleg sacerdot catòlic escriptor poeta teòleg catòlic activista polític missioner bisbe catòlic                                                 |        |
| Francesco Giunta                    | Q1441059  |                                                                               | medievalista professor d'universitat |        |
| Josep Coll i Bardolet               | Q1706302  | pintor espanyol                                                               | pintor |        |
| Antoni Ribera i Jordà               | Q2857421  | escriptor, investigador ufòleg i submarinista català                          | ufòleg escriptor submarinista |        |
| Enrique Fuentes Quintana            | Q3054682  |                                                                               | economista professor d'universitat polític |        |
| Josep Termes i Ardèvol              | Q3184124  | historiador català                                                            | historiador professor d'universitat polític escriptor especialista en literatura                                                                 |        |
| Fabià Estapé i Rodríguez            | Q3781045  | economista català                                                             | economista professor d'universitat escriptor polític                                                                                             |        |
| Olga Xirinacs i Díaz                | Q6745815  | escriptora i professora de piano catalana                                     | escriptor poeta professor d'universitat pianista escriptor de literatura infantil                                                                |        |
| Anna Murià i Romaní                 | Q8200129  | escriptora, traductora i periodista catalana.                                 | narrador traductor crític literari periodista activista escriptor escriptor de literatura infantil                                               |        |
| Blai Bonet i Rigo                   | Q8248572  | poeta i novel·lista mallorquí (1926-1997)                                     | escriptor poeta dramaturg |        |
| Esteve Albert i Corp                | Q8843248  | promotor cultural català                                                      | poeta escriptor polític activista cultural historiador                                                                                           |        |
| Josep Maria Martí i Bonet           | Q9013213  | historiador, arxiver i escriptor català                                       | escriptor historiador museòleg arxiver sacerdot                                                                                                  |        |
| Nicolás Cotoner i Cotoner           | Q9049975  | militar i aristòcrata mallorquí                                               | militar jurista |        |
| Ramon Calsina i Baró                | Q9066275  | pintor català                                                                 | pintor |        |
| Yoshio Maruta                       | Q11368401 |                                                                               | empresari |        |
| Alan Yates                          | Q11904731 |                                                                               | lingüista activista cultural |        |
| Albert Jané i Riera                 | Q11904776 | escriptor, lingüista i traductor català                                       | poeta lingüista traductor gramàtic treballador de banca professor de català                                                                      |        |
| Andreu Colomer i Munmany            | Q11905504 |                                                                               | empresari |        |
| Ciril Rozman i Borsnar              | Q11913947 | metge espanyol                                                                | metge professor d'universitat |        |
| Enric Moreu-Rey                     | Q11919333 | Filòleg i escriptor, fundador de la Societat d'Onomàstica                     | filòleg professor d'universitat escriptor |        |
| Esteve Busquets i Molas             | Q11920994 |                                                                               | periodista escriptor |        |
| Joan Culleré i Ibars                | Q11927688 | polític català                                                                | polític |        |
| Joaquim Núñez i Roig                | Q11928109 | sindicalista espanyol                                                         | sindicalista |        |
| Josep Maria Tarrasa i Alvira        | Q11928757 | locutor de ràdio català                                                       | periodista locutor de ràdio |        |
| Kálmán Faluba                       | Q11930015 | filòleg i catalanista hongarès                                                | activista cultural filòleg traductor lingüista hispanista                                                                                        |        |
| Manuel Cubeles i Solé               | Q11934945 | coreògraf català                                                              | coreògraf |        |
| Maria Assumpció Clavell i Borràs    | Q11935418 |                                                                               | empresari |        |
| Maria Canals i Cendrós              | Q11935422 | pianista espanyola                                                            | pianista |        |
| Manuel Olivencia Ruiz               | Q15051543 | advocat espanyol                                                              | advocat economista professor d'universitat |        |
| Francesc Blancher i Puig            | Q16178137 |                                                                               | poeta escriptor |        |
| Pere Bohigas i Balaguer             | Q16178704 | filòleg, bibliotecari, bibliòfil i professor català (1901-2003)               | filòleg bibliotecari catedràtic historiador de la literatura escriptor                                                                           |        |
| Ignasi Maria Colomer i Preses       | Q16189605 |                                                                               | historiador arxiver |        |
| Antoni Pons i Cirac                 | Q16976904 | escultor espanyol                                                             | escultor |        |
| Yutaka Kume                         | Q17032105 |                                                                               | empresari |        |
| Pere Pi-Sunyer i Bayo               | Q17300805 | economista i polític català                                                   | polític economista professor d'universitat |        |
| Robert Pring-Mill                   | Q18123731 |                                                                               | filòleg especialista en literatura professor d'universitat activista cultural lul·lista romanista traductor hispanista estudiós de la literatura |        |
| Miquel Torres i Carbó               | Q19301258 | empresari català                                                              | empresari |        |
| Maria Matilde Almendros i Carcasona | Q20968354 | actriu i locutora de ràdio catalana                                           | actor locutor de ràdio director de teatre |        |

#### Entitats
Informació actualitzada per un bot. Els canvis manuals es perdran quan s'actualitzi!
| Entitat                                                   | Wikidata  | Descripció           | Imatge |
| --------------------------------------------------------- | --------- | -------------------- | ------ |
| Escolania de Montserrat                                   | Q1367290  | Cor i escola musical |        |
| Centre Català de Santiago de Xile                         | Q5836147  |                      |        |
| Coordinació Catalana de Colònies, Casals i Clubs d'Esplai | Q11915496 |                      |        |
| Federació Catalana Pro Persones amb Disminució Psíquica   | Q17603566 |                      |        |
| Fundació Congrés de Cultura Catalana                      | Q20100606 | fundació             |        |